# Tinea amphitrite
Tinea amphitrite is een vlinder uit de familie echte motten (Tineidae). De wetenschappelijke naam van deze soort is voor het eerst geldig gepubliceerd in 1932 door Edward Meyrick.
De soort komt voor in tropisch Afrika.